# Бръмбар на Пикасо
Бръмбарът на Пикасо (Sphaerocoris annulus) е вид насекомо от семейство Scutelleridae.

## Разпространение
Този вид е разпространен в тропическа и субтропична Африка (Бенин, Камерун, Кот д'Ивоар, Етиопия, Гана, Кения, Малави, Мозамбик, Намибия, Нигерия, Сиера Леоне, Южна Африка, Танзания, Того, Замбия и Зимбабве).

## Описание
Бръмбарът на Пикасо може да достигне на дължина около 8 мм. Основният му цвят е зелен, с единадесет пръстеновидни петна по гърба. Цветовете и дизайнът на тези петна представляват предупреждение за хищниците. Те също така отделят вредна миризма, когато са обезпокоени.
Основни гостоприемници са растенията от родовете Gossypium и Citrus, както и видовете Coffea arabica и Vernonia amygdalina.

## Размножаване
Този вид се размножава от ноември до декември. Пълното развитие продължава 56 дни.